# Big Beat (musikalbum)
Big Beat är ett musikalbum av Sparks som lanserades i oktober 1976. Albumet spelades in i studion Mediasound i New York under augusti samma år. I USA släpptes skivan på Columbia Records, och i Europa på Island Records. Skivan drog mer åt en ljudbild av hårdrock än deras tre tidigare skivor som varit mer åt glamrock-hållet. Big Beat var ingen kommersiell framgång och nådde varken Billbaord 200 i USA eller UK Albums Chart i Storbritannien. I Sverige sålde dock skivan relativt bra.

## Låtlista
(alla låtar skrivna av Ron Mael)
1. "Big Boy" - 3:30
2. "I Want To Be Like Everybody Else" - 2:57
3. "Nothing To Do" - 3:09
4. "I Bought The Mississippi River" - 2:29
5. "Fill-er-up" - 2:20
6. "Everybody's Stupid" - 3:41
7. "Throw Her Away (and Get A New One)" - 3:15
8. "Confusion" - 3:27
9. "Screwed Up" - 4:20
10. "White Women" - 3:24
11. "I Like Girls" - 2:58

## Listplaceringar
- Topplistan, Sverige: #24[1]